# 青野川 (静岡県)
青野川（あおのがわ）は、静岡県南伊豆町を流れ、相模灘に注ぐ二級河川である。

## 流路
南伊豆町北西部に位置する長者ヶ原（標高380m）に源を発し、南下しながら支流である奥山川、一条川、二条川などと合流する。その後は南伊豆町中心部である下賀茂温泉を通過し、手石湾に注ぐ。河口部の東側（左岸部）には「弓ヶ浜」と呼ばれる全長約1.2kmの砂浜海岸が広がる。
河口部から下賀茂温泉のある中流部にかけては富士箱根伊豆国立公園に指定されているほか、河口部の右岸付近には国の天然記念物に指定されている手石の弥陀ノ岩屋が所在する。
支川の一つである鈴野川には多目的ダムとして青野大師ダムが設置されている。

## 地理
流域の地形は、上流部は谷や滝を形成し、中流部では河岸段丘が分布している。
下流域の竹麻地区にある支川・前田川との合流地点には、移植されたものであるがマングローブの一種であるメヒルギ群落があり、北限となっている。

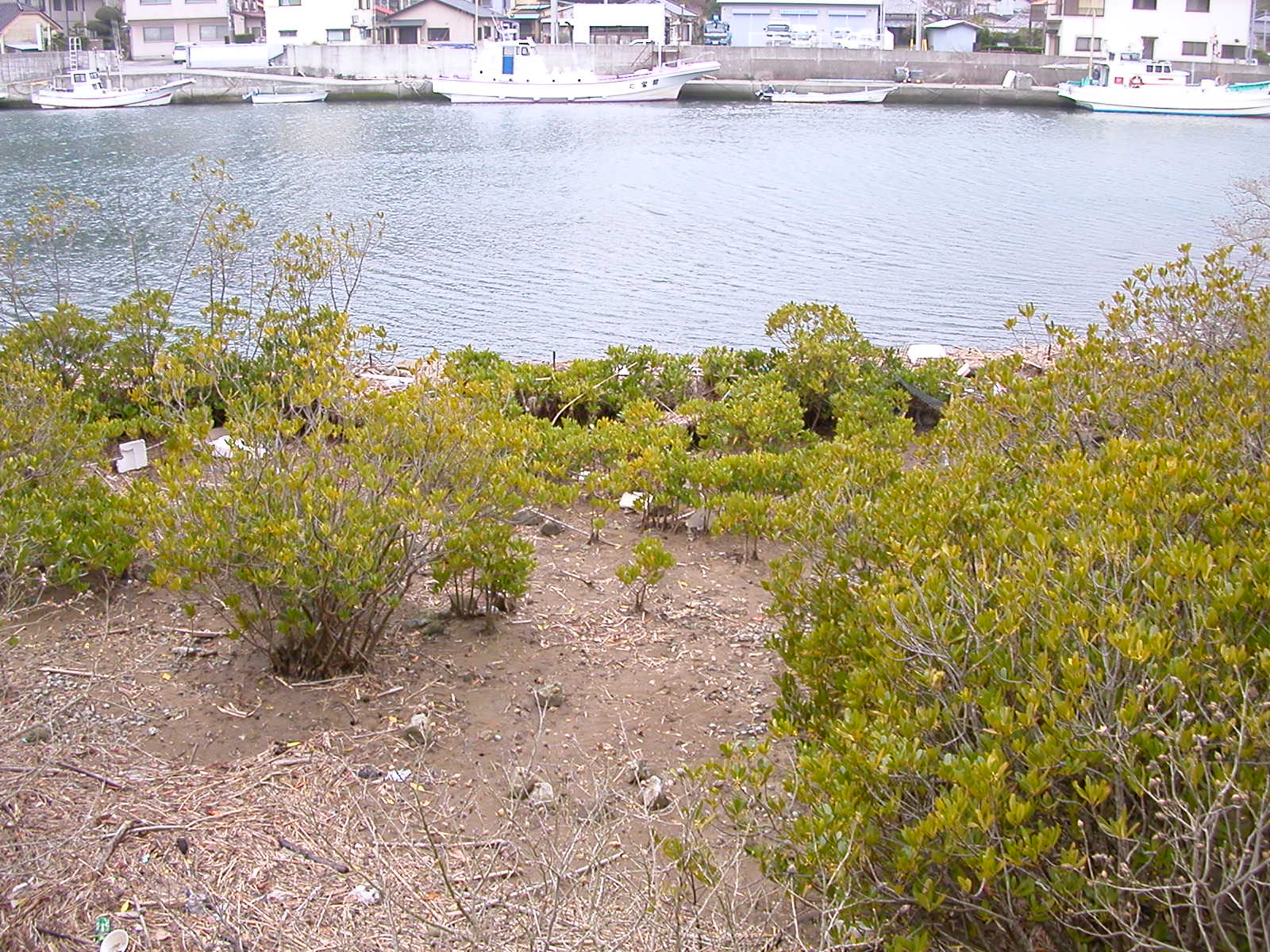
南伊豆町弓ヶ浜のメヒルギ群落